# نینا بربروا
نینا بربروا (روسی: Ни́на Никола́евна Бербе́рова؛ ۲۶ ژوئیهٔ ۱۹۰۱ – ۲۶ سپتامبر ۱۹۹۳) یک نویسنده، شاعر، و پدیدآور اهل روسیه بود.

## زندگی
نینا بربروا در ۲۶ ژوئیه ۱۹۰۱ از پدری ارمنی‌تبار و مادری روس در سن‌پترزبورگ به دنیا آمد. متعاقب انقلاب اکتبر و تحولات عمیق حاصل از آن بربروا به همراه همسر شاعرش ولادیسلاو خداسویچ روسیه را ترک کردند. ابتدا به برلین و سپس به نقاط دیگری در اروپا رفتند و در نهایت در سال ۱۹۲۵ در پاریس اقامت گزیدند، او مدتی اجازه کار در فرانسه را نداشت و مجبور بود با کارهایی چون خیاطی مخارج زندگی‌اش را تأمین کند. در پاریس با هنرمندان و نویسندگان دیگر روسی در تبعید مانند آنا آخماتووا، ولادیمیر ناباکوف، بوریس پاسترناک، مارینا تسوتایوا و ولادیمیر مایاکوفسکی حشر و نشر و معاشرت داشت. در طول اقامت در پاریس داستان‌کوتاه می‌نوشت و انتشارات روسی خارج از کشور آنها را منتشر می‌کرد.

پس از ۲۵ سال اقامت در پاریس به آمریکا رفت و در سال ۱۹۵۹ شهروند آن کشور شد. در سال ۱۹۵۸ برای تدریس زبان روسی به استخدام دانشگاه ییل درآمد و هم‌زمان به نوشتن داستان و رمان هم ادامه می‌داد. در سال ۱۹۶۳ به دانشگاه پرینستون رفت و تا زمان بازنشستگی در سال ۱۹۷۱ در آنجا بود. نینا بربروا در تاریخ ۲۶ سپتامبر ۱۹۹۳ در فیلادلفیا درگذشت.

## آثار
از بربروا رمان‌های همنواز،نوازنده همراه و بیماری سیاه و شنل پاره به فارسی ترجمه شده‌است.